# Forças de Defesa da Croácia
As Forças de Defesa da Croácia (em croata: Hrvatske obrambene snage, HOS) foi um ramo militar do Partido dos Direitos da Croácia (HSP) de 1991 a 1992 durante a primeira fase das Guerras Iugoslavas na Croácia. Em 1992, o líder do grupo, Blaz Kraljević, foi morto, enquanto o HOS foi dissolvido por ser absorvido pelo exército da Croácia e no Conselho de Defesa Croata (na Bósnia e Herzegovina). A unidade constava de croatas, bosníacos e voluntários da Europa Ocidental. A última unidade da HOS foi dissolvida em 1993, no centro da Bósnia e Herzegovina.

## História

### Origem
O Partido dos Direitos da Croácia foi restabelecido na Croácia em 26 de fevereiro de 1990.  A população civil croata começou a se armar e, em 21 de dezembro de 1990, os sérvios da Croácia se rebelaram, formando o Exército Popular Iugoslavo e o Partido dos Direitos da Croácia considerou formar sua própria ala militar.
A princípio, o HOS estava mal armado e seus soldados usavam suas próprias armas. No entanto, eles tiveram um bom desempenho em conflitos com as forças sérvias e atraíram a atenção do público croata. O HSP recebeu doações da diáspora croata e das filiais do HSP na Austrália e no Canadá, permitindo-lhes comprar armas e aumentar o número de membros. Nem todos os membros do HSP apoiavam uma ala militar e o secretário Krešimir Pavelić deixou o partido em protesto.
Muitos recrutas do HOS vieram da diáspora: Bósnia e Herzegovina e do exterior. Além disso, o HOS atraiu soldados treinados no exterior.